# ミズホメディー
株式会社ミズホメディー（MIZUHO MEDY Co.,Ltd.）は、佐賀県鳥栖市に本社を置く製薬会社。東京証券取引所スタンダード市場上場。

## 概要
1977年11月に臨床試薬の販売を目的に九州カイノス株式会社として設立。1981年に臨床試薬の製造を開始して以降はインフルエンザ検査薬で事業を成長し、2015年12月にJASDAQに上場。以降はインフルエンザ検査薬や妊娠検査薬などの検査試薬や遺伝子解析装置などの開発・製造・販売を主力としており、自社販売製品の他にも、ドラッグストア向けのプライベートブランド品も展開している。

## 沿革
- 1977年11月 - 福岡市博多区において九州カイノス株式会社として設立。
- 1981年
  - 9月 - 本社を佐賀県鳥栖市へ移転。
  - 10月 - 佐賀県鳥栖市に工場が完成し、臨床試薬の製造を開始。
- 1983年3月 - 株式会社ミズホメデイーに商号変更。
- 1986年8月 - 薬事法に基づき体外診断用医薬品の製造許可を取得。
- 2015年
  - 10月 - 株式会社ミズホメディーに商号変更。
  - 12月 - JASDAQに株式を上場。
- 2018年11月 - 東京証券取引所第二部に市場変更[7]。
- 2019年9月 - 久留米工場・遺伝子研究所（福岡県久留米市）が操業開始[8]。

## 事業所
- 本社・工場・研究所 - 佐賀県鳥栖市藤木町5番地の4
- 久留米工場・遺伝子研究所 - 福岡県久留米市藤光町735番地13
- 東京営業所 - 東京都台東区浅草橋2丁目1番9号 鮒佐ビル
- 大阪営業所 - 大阪府大阪市福島区福島5丁目3番7号 エスティ西梅田ビル
- 名古屋営業所 - 愛知県名古屋市千種区今池南29番24号 川島第一ビル